# 直音法
直音又稱讀如法、讀若法和同音相註法等，是中國傳統字書標音方法之一，簡單來說，就是對於兩個在當時當地的漢語中讀音相同的字，使用其中一個字來標記另外一個字讀音的辦法。

## 使用方法
文字旁標注同音字，或標注近音字，能知字音。

### 例
- 胥，音需
- 【癱】音〔坦〕
- 【蔑】音〔滅〕
- 【款】音〔寬高上〕
- 【碾】音〔年低下〕[1]

## 缺點
- 需要預先知道大量字的讀法。
- 對於沒有同音字、或同音字較少或較生僻的字，直音法難以讓人了解讀音，甚至無法注音。
- 容易循環指向。

## 使用狀況

### 古代
在反切發明以前，直音法是唯一注音方法。宜音法在漢代最通行。反切發明後，由於比較準確，也沒有無法注音之弊，不久便成爲主流注音法，直音法只是少量應用於一些註解中。到了明朝時，因仿效漢代古書，直音法曾興起過一陣子，可是還是比不上反切。

### 現代

#### 香港
在過去的香港，由於粵拼或粵語寬式國際音標等標準化拼音（留意香港政府粵語拼音並不是標準化拼音，像「霸」和「怕」等不同音的字會拼寫成同一結果）不算很普及，傳統的反切懂的人也很少，粵語欠缺公認通行的注音法，故出版的中文字典、詞典仍常同時以此法和粵語拼音來標某一字的粵音。

#### 台灣
大部份台灣的字典和教科書，都以注音符號作為官話的主要標音方法，部份也附以漢語拼音或通用拼音。

#### 中國大陸
大部份中國大陸的字典和教科書的注音，已完全由漢語拼音取代。
由于中文母语者掌握国际音标较困难，许多外语初学者采取直音法拟音，比如英语W读成普通话“达不溜”。常遭到外语老师反感。